# Исток (Косово)
Исток (алб. Istog или Burimi ; серб. Исток или Istok) — муниципалитет и город в Печском округе, который расположен на северо-западе Косова. Город является столицей муниципалитета, который включает в себя город и окрестные деревни.

## Название
Название города походит от древнего сербского слова «Исток», что означало «источник воды» и названия реки — Источка.

## Население
| Этническое население |         |       |       |       |            |       |          |      |        |
| Год                  | Албанцы | %     | Сербы | %     | Черногорцы | %     | Боснийцы | %    | Всего  |
| 1961                 | 19,067  | 56.45 | 9,097 | 26.91 | 3,804      | 11.25 | 881      | 2.6  | 33,799 |
| 1971                 | 27,371  | 66.74 | 8,944 | 21.81 | 2,420      | 5.90  | 1,876    | 4.57 | 41,009 |
| 1981                 | 35,972  | 71.79 | 7,736 | 15.44 | 1,856      | 3.70  | 3,545    | 7.08 | 50,104 |
| 1991                 | 43,910  | 76.68 | 5,968 | 10.42 | 1,302      | 2,27  | 4,070    | 7.11 | 57,261 |
| 1998                 | 51,000  | 80.1  | 7,270 | 11.4  |            |       |          |      |        |
| 2006                 | 41,000  | 92    | 540   | 1.2   |            |       | 1,330    | 2.9  | 44,610 |

Несмотря на отсутствие официальных данных, общая численность населения муниципалитета оценивается в 65,000.

## Экономика
После Второй мировой войны были восстановлены водяные мельницы и построен новый рыбный завод. Название завода — «Ribnjak», что в переводе с сербского означает «Пруд» или «Рыболовство». Завод был приватизирован, как мотель «Trofta», что с албанского означает «Форель», но и до сих пор продолжает вылавливать и продавать рыбу людям. В настоящее время на заводе работает около 70 человек.

## Известные личности
- Одна из крупнейших тюрем в Европе находится в четырёх километрах от города Исток. (Тюрьма Дубрава)
- Бывший президент Косово , Ибрагим Ругова, родился в муниципалитете Исток (в деревне Церце)
- Агнеса Вусай, Мисс Албания в 2004 году, родилась в городе Исток 8 февраля 1986 года.
- Фатмире Байрамай, немецкая футболистка, победитель Кубка мира (2007) и Кубка европейских чемпионов (2009), родилась в городе Исток 1 апреля 1988 года.